# Messerschmitt Me 509

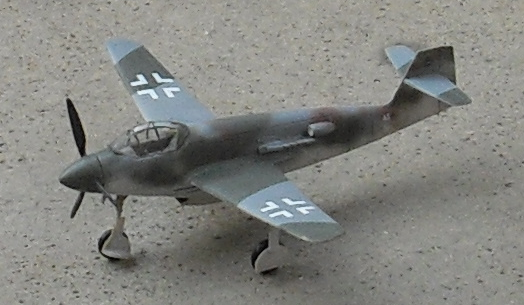
model Me 509

Messerschmitt Me 509 byl projekt jednomístného stíhacího letounu společnosti Messerschmitt AG z doby druhé světové války. Vycházel z typu Me 309, z kterého převzal ocasní plochy a podvozek.
Na rozdíl od 309 ale nebyl motor umístěn v přídi, nýbrž v centrální části trupu, blízko těžiště. Tato konfigurace se již osvědčila u americké Bell P-39 „Airacobra“. U 509 byly hlavním důvodem tohoto uspořádání ale problémy s tehdy neobvyklým příďovým podvozkem, který se při zkouškách 309 často lámal, jelikož nevydržel zatížení motorem, který se nacházel přímo nad ním.

## Vývoj
Velmi daleko vpředu umístěná kabina měla být vybavena systémem tlakování. Jako pohon měl být osazen Daimler-Benz DB 605, který měl pohánět standardní tažnou vrtuli dlouhou hřídelí, která měla probíhat pod pilotem.
Výzbroj měly tvořit dva MG 131 a dva MG 151/20.
Projekt byl ukončen současně s vývojem Me 309.
Pravděpodobně byly výkresy tohoto letounu dodány Japonsku, kde vznikla velmi podobná Yokosuka R2Y Keiun, která vzlétla ještě před koncem války.

## Technická data
- typ: jednomotorové jednomístné stíhací letadlo
- křídla: samonosný středoplošník, křídla posunuta mírně dolů.
- trup: celokovová skořepina o oválném průřezu.
- ocasní plochy: samonosné standardní, celokovové.
- podvozek: zatahovací tříkolový příďový. Hlavní kola byla zatahována do křídel směrem k trupu, přední dozadu při současném pootočení kola o 90°.
- motor: kapalinou chlazený invertní dvanáctiválec DB 605 s výkonem při startu 1450 k. Třílistá stavitelná vrtule. Velký chladič pod trupem.
- posádka: 1 pilot v přetlakové celoprosklené kabině.
- výzbroj: 2 × 13-mm-MG 131 a 2 × 20-mm-MG 151/20.